# 나마콰모래언덕두더지쥐
나마콰모래언덕두더지쥐(Bathyergus janetta)는 뻐드렁니쥐과에 속하는 설치류의 일종이다. 나미비아와 남아프리카공화국에서 발견된다. 자연 서식지는 아열대 또는 열대 기후 지역의 건조 관목 지대와 동굴 그리고 모래 해안이다.